# 乳房吊缚
乳房吊缚，是悬挂束缚、虐乳的一种，即将乳房（通常是對女性）用绳子进行捆绑，并将对象抬升至无法着地或脚尖着地。该捆绑方式会使对象的乳房产生强烈的压力和疼痛。
日本緊縛師明智傳鬼曾在2002年對日本女星小澤夏樹進行乳房吊缚的表演，並公開發行《明智伝鬼の世界Collection3：羞恥の果実》作品；以及在《明智伝鬼の責め縄調教：平成人妻裏性道》作品中，明智傳鬼有請一位名為「敬子」的素人示範乳房吊缚。然而，在更早的還有出自1996年發行《奇譚クラブ別冊4：乳房吊り霧子》作品，與前二部的差異是女主角「紺野霧子」在這部作品演出，就僅有綑縛雙乳懸吊起來，並沒有綁手綁腳，使得女主角被吊上去的過程中，呈現掙扎的樣子，但由於作品發行甚久，發行商芳友舎僅出VHS形式，使得畫質與近代發行的數位影音有所差異。

## 關連題材
- （日語）CS-115《明智伝鬼の責め縄調教録：平成人妻裏性道》（VHS）
- （日語）DKOS-03《明智伝鬼の世界Collection3：羞恥の果実》小沢なつき（VHS，2002）華鳳翔
- （日語）CS-295《巨乳隷嬢》綾波涼（DVD，2007）株式会社シネマジック